# Sardinius cordieri
Sardinius cordieri è un pesce osseo estinto, forse appartenente agli aulopiformi. Visse nel Cretaceo superiore (Campaniano, circa 75 milioni di anni fa) e i suoi resti fossili sono stati ritrovati in Germania.

## Descrizione
Questo pesce era di piccole dimensioni, e non superava i dieci centimetri di lunghezza. L'aspetto era relativamente comune, ed era abbastanza simile a quello di una sardina attuale (da qui il nome). Era presente una sola pinna dorsale piuttosto grande, mentre la pinna caudale era omocerca, come nella maggior parte dei pesci ossei. La pinna anale era particolarmente grande, mentre le pinne pelviche si trovavano in posizione piuttosto avanzata, anche se non così avanzata come in altri aulopiformi del Cretaceo (ad esempio Eurypholis e Phylactocephalus). La forma del cranio richiamava quella dei pesci lucertola (Synodontidae).

## Classificazione
Questo animale venne descritto per la prima volta nel 1840 da Louis Agassiz, che tuttavia ne attribuì i resti al genere attuale Osmerus. Solo nel 1858 i fossili, ritrovati nel giacimento di Sendenhorst in Germania, vennero attribuiti da Marck a un nuovo genere, Sardinius appunto. Sardinius cordieri è stato variamente attribuito ai mictofiiformi o agli aulopiformi. Secondo Goody (1969) Sardinius potrebbe essere un aulopiforme basale, mentre Rosen (1973) indicherebbe questo genere come il più basale nella famiglia Synodontidae, forse simile alla forma ancestrale a numerosi altri aulopiformi cretacei, come Enchodus, Dercetis e Ichthyotringa.